# Uborka
Az uborka (Cucumis sativus) a tökvirágúak (Cucurbitales) rendjébe, a tökfélék (Cucurbitaceae) családjába tartozó növényfaj. Ugyanabba a nemzetségbe tartozik, mint a sárgadinnye.
Számos nemesített változata létezik. Termését fogyasztják.
Az uborka lédús és sok ásványi anyagot (főként káliumot, foszfort, nátriumot, magnéziumot és vasat) tartalmaz, ezáltal kitűnő szomjoltó, és kalóriatartalma is különösen alacsony: 10 kcal (42 kJ) 100 g-ban. Sokféle vitamint tartalmaz (a B-csoport összes vitaminját, C-vitamint (8 mg 100 g-ban), némi A-elővitamint és E-vitamint). Rostjai könnyebben emészthetők, ha fogyasztás előtt kissé lesózzuk, vagy egyszerűen alaposan megrágjuk.
Az éhgyomorra fogyasztott uborkalének tisztító és étvágyjavító hatása van. A bőrgyógyászatban puhításra használják (maszk vagy lemosó formájában), így segít a pirosodás, a viszketés és a hámlás gyógyulásában. Fajtától függően az uborka több vagy kevesebb keserű aromás anyagot tartalmaz (amely a szárhoz közeli részben koncentrálódik). A fajtaválogatás során a cél a nem keserű, finom, gyenge és ropogós húsú, kevés magot tartalmazó uborkák termesztése.
Táplálkozási értékét azzal növeli, hogy kedvező hatású a gyomor működésére, nagy káliumtartalma vízhajtó hatású.
Levét reumatikus fájdalmak ellen is jó hatásúnak tartják, illetve kozmetikumként az uborkakrém, -szesz üdébbé teszi a bőrt, így fiatalító hatású. Szilícium-dioxid tartalmának köszönhetően erősíti a kötőszöveteket, sárgarépalével keverve csökkenti a szervezetben lévő húgysavszintet, így enyhítheti az ízületi és köszvényes fájdalmakat.
Főként salátaként, dunsztolva téli savanyúságként, vagy nyersen fogyasztják.

## Eredete
Modern genetikai vizsgálatok szerint Dél-Ázsiából, a Himalája déli lejtőiről származik, de már nagyon régen, az i. e. 10. évezredben is termesztették.
Víztartalma a 97 százalékot is elérheti, a belsejében mért hőmérséklet akár 6 °C fokkal is hűvösebb lehet, mint a környező levegőé, ezért száraz és forró területeken nagy népszerűségnek örvend. A régi Egyiptomban szomjoltó uborkát kaptak a kőfejtő rabszolgák, Tiberius császár gyógyszerként fogyasztotta. Régen még sokkal keserűbb volt az uborka, ezen hosszas nemesítéssel javítottak. Az ókori görögök és rómaiak is szívesen fogyasztották. Termesztéséhez a császári kertekben a melegházak elődjét használták: szekérre ültették az ágyásokat, s ezeket – időjárástól függően – hol a napra gurították, hol mély gödrökbe, ahol csillámpalával fedték le őket. A hordozható ágyásokat Tiberius még hadjárataira is elvitte, mert orvosa az év minden napjára előírta neki egy darab uborka elfogyasztását. Európában hivatalos említést először a 9. században találunk róla, amikor Nagy Károly elrendelte, hogy birtokain termesszenek uborkát. XIV. Lajos francia király nagy kedvelője volt az uborkás leveseknek és salátáknak. Az Újvilágba Kolumbusz Kristóf vitte át, 1494-ben már bőségesen ültetett belőle Haitin.
Magyarországon valószínűleg a 13. században jelent meg, és főúri és kolostorkertekből került a paraszti termesztésbe. Legfontosabb termőtája Nagykőrös és Kecskemét környéke, ahol termesztése a kertészkedő parasztságnak fontos jövedelmi forrása. Nagykőrösön már a múlt század első felében jelentős volt az uborkatermesztés. A két világháború között a hagyma után az uborka a második helyen állt a magyar zöldségkivitelben.
A piacot uraló hosszú, egyenes, sima és nem keserű kígyóuborkát a második világháború után Hollandiában kezdték termeszteni.

## Termesztése
Az uborka a világ számos részén termesztett növény, és fontos szerepet tölt be az élelmiszer-termelésben és fogyasztásban. 2021-ben az uborkát több mint 130 országban termesztették, és az éves termés mennyisége meghaladta a 95 millió tonnát.
A világ legnagyobb uborkatermelői közé tartozik Kína, Törökország, Oroszország, Ukrajna és Bolívia. Ezek az országok a 2021-es termelésük alapján az első öt helyen álltak. 2021-ben Kína az éves világ uborkatermésének a 79%-át adta.
| Energia 16 kcal 65 kJ |        |
| Szénhidrátok | 3.63 g |
| - Cukrok 1.67 g |        |
| - Étkezési rostok 0.5 g |        |
| Zsír | 0.11 g |
| Fehérje | 0.65 g |
| Tiamin (B1-vitamin) 0.027 mg | 2%     |
| Riboflavin (B2-vitamin) 0.033 mg                                                                                                | 3%     |
| Niacin (B3-vitamin) 0.098 mg | 1%     |
| Pantoténsav (B5-vitamin) 0.259 mg                                                                                               | 5%     |
| B6-vitamin 0.040 mg | 3%     |
| Folsav (B9-vitamin) 7 μg | 2%     |
| C-vitamin 2.8 mg | 3%     |
| Kalcium 16 mg | 2%     |
| Vas 0.28 mg | 2%     |
| Magnézium 13 mg | 4%     |
| Foszfor 24 mg | 3%     |
| Kálium 147 mg | 3%     |
| Cink 0.20 mg | 2%     |
| A százalékos értékek az amerikai felnőttek számára javasolt napi mennyiségre (RDA) vonatkoznak. Forrás: USDA tápanyag adatbázis |        |

## Lásd még
- Uborka – televíziós bábkabaré-műsor